# Еклекто
Еклекто (грч. Εκλεκτό) је насељено место у општини Места у периферији Источна Македонија и Тракија, Грчка. Према попису из 2021. године било је 2 становника.
Еклетко је некада било читлучко насеље које је напуштено. Двадесетих година 20. века насељене су грчке избегличке породице, којих је на попису из 1928. године било 183. Село се раније звало Арапли.